# Великая магия (фильм, 2023)
«Великая магия» (итал. Il sol dell'avvenire; буквальный перевод — «Солнце будущего» или «Свет будущего») — художественный фильм итальянского режиссёра Нанни Моретти, главные роли в котором сыграли Матьё Амальрик и Маргерита Буй. Премьера картины состоялась в мае 2023 года на Каннском кинофестивале.

## Название
Оригинальное название фильма позаимствовано из знаменитой песни итальянских партизан «Свистит ветер» .

## Сюжет
Главный герой — кинорежиссёр, который хочет снять шедевр. С самого начала съёмок всё идёт не так, как планировалось: жена режиссёра, много лет сотрудничавшая с ним в качестве продюсера, уходит работать к другому,
актриса, играющая главную роль, пытается превратить фильм в простую мелодраму, новые продюсеры предъявляют свои требования. Теперь главному герою нужно напрячь все свои силы, чтобы достичь цели.

## В ролях
- Маргерита Буй — Паола
- Нанни Моретти — Джованни
- Матьё Амальрик — Пьер
- Сильвио Орландо — Эннио
- Барбора Бобулова — Вера
- Ежи Штур — Ежи
- Ренцо Пиано — камео

## Премьера и восприятие
Премьерный показ фильма состоялся в мае 2023 года на Каннском кинофестивале. Картина участвовала в основной программе.
На сайте Rotten Tomatoes фильм имеет рейтинг одобрения 58 % на основе 19 рецензий со средней оценкой 5,9 из 10. Питер Брэдшоу назвал его «поразительно ужасным».